# Jordi Vanlerberghe
Pour les articles homonymes, voir Vanlerberghe.
Jordi Vanlerberghe, né le 27 juin 1996 à Duffel en Belgique, est un footballeur belge qui joue au poste de défenseur au Brøndby IF.

## Palmarès

### En club
|  |  | Club Bruges KV - Championnat de Belgique (1) : - Champion : 2018. |